# Herrmannella hoonsooi
Herrmannella hoonsooi is een eenoogkreeftjessoort uit de familie van de Lichomolgidae. De wetenschappelijke naam van de soort is voor het eerst geldig gepubliceerd in 1992 door Kim I.H..